# Трансдуктивное обучение
Трансдуктивное обучение (англ. transductive inference) — полуконтролируемое обучение (частичное обучение), обучение с частичным привлечением учителя, когда прогноз предполагается делать только для прецедентов из тестовой выборки.
В логике и статистическом методе — трансдуктивное умозаключение или трансдуктивный метод являются выводами о наблюдаемых частных случаях (тестовых данных) на основании частных тестовых случаев (данных обучения). Напротив, индуктивное умозаключение приводит наблюдаемые частные случаи обучения к общим правилам, которые затем применяются к тестовым случаям. Различие наиболее интересно в тех случаях, когда прогнозы трансдуктивной модели недостижимы ни одной индуктивной моделью. Такие ситуации происходят, когда в результате трансдуктивного вывода на различных испытательных выборках получаются взаимопротиворечащие прогнозы.

## История
Трансдукция была введена Владимиром Вапником в 1990-е годы. По его мнению, трансдукция предпочтительнее индукции, так как индукция требует решения более общей задачи (восстановления функции) перед решением более конкретной задачи (вычисление результатов для новых случаев): «…при решении интересующей задачи не решайте более общую задачу в качестве промежуточного шага. Постарайтесь получить ответ, который вам действительно нужен, но не более общий». Аналогичное наблюдение было сделано ранее Бертраном Расселом: «…мы придем к выводу, что Сократ смертен с большим подходом к определённости, если мы сделаем наш аргумент чисто индуктивным, чем если бы мы пошли путем „все люди смертны“, а затем используем дедукцию» (Рассел, 1912, Глава VII).

## Причины
Не являющимся индуктивным примером обучения может быть случай бинарной классификации, где входные данные, как правило, делятся на две группы. Большой набор частных, тестовых входных данных может помочь в поиске нескольких однородных элементов, рассматриваемых как самостоятельная единица, предоставляя необходимую информацию о классификационных метках. Те же самые прогнозы не будут получены из модели, которая индуцирует функцию, основанную только на обучающих случаях, что может показаться примером полуконтролируемого обучения, но мотивация Вапника была иная. Образцом алгоритма в этой категории является трансдуктивный метод опорных векторов (Transductive Support Vector Machine или TSVM).
Третья причина, которая приводит к трансдукции, возникает из-за необходимости аппроксимации, приближении. Если точный вывод является вычислительно невозможным, можно попытаться удостовериться, что упрощения подходят частным случаям. Тогда частные случаи поступают из произвольного распределения (не обязательно связанных с распределением учебных материалов), что не допускается при полуконтролируемой модели обучения. Примером алгоритма, попадающего в эту категорию, является байесовская машина (Bayesian Committee Machine или BCM).